# Sunny (Bobby Hebb)
"Sunny" is een souljazzstandaard geschreven door Bobby Hebb in 1963. Het is met honderden uitgebrachte versies een van de meest uitgevoerde en opgenomen popliedjes. Het is onder meer een internationale hit geworden in de versies van Bobby Hebb, Cher en Boney M.

## Achtergrond en eerste opnamen
Hebb schreef het nummer in 1965 nadat zijn oudere broer Harold in Nashville was doodgestoken. In het nummer beschrijft Hebb zijn voorkeur voor zonnigere perioden in zijn leven. 
"Sunny" werd voor het eerst opgenomen en uitgebracht door de Japanse zangeres Mieko Hirota met het Billy Taylor trio voor het album Miko in New York uit 1965. In de Verenigde Staten werd het voor het eerst in 1966 uitgebracht door marimbafonist Dave Pike op het album Jazz for the Jet Set, dat was opgenomen in oktober en november 1965. Dit was een instrumentale versie.
In augustus 1966 bracht Bobby Hebb het nummer zelf uit. Bij deze opname werd hij ondersteund door een twaalfkoppige band. Het nummer werd opgenomen nadat de geboekte tijd voor de opnamesessie verlopen was. Een aantal studiomuzikanten die die dag aanwezig waren, waren al naar huis gegaan.
"Sunny" werd opgenomen in de Bell Sound Studios in New York en in 1966 op single uitgebracht. Het nummer werd een internationale hit. Het bereikte de tweede plek in de Verenigde Staten, Canada en Nederland. Dankzij dit hitsucces kon Hebb in 1966 mee op tournee met the Beatles.

## Versie van Cher
De Amerikaanse zangeres Cher nam het nummer op voor haar derde solo-album Chér. Dit album uit 1966 bestond volledig uit covers. Het werd in Europa en Azië op single uitgebracht en werd vooral in Scandinavië een succes. In de Nederlandse Top 40 behaalde het nummer de tweede plaats (annex met de versies van Bobby Hebb en Georgie Fame.

## Versie van Boney M.
Bobby Hebb bracht eind 1975 een discoversie, "Sunny '76'", van het nummer uit. Deze versie is gearrangeerd door Joe Renzetti, die ook de originele plaat arrangeerde. Deze versie inspireerde de Duitse eurodiscogroep Boney M. om ook een dansversie van het nummer op te nemen. Het nummer verscheen op hun  debuutalbum Take the Heat off Me uit 1976 en werd geproduceerd door Frank Farian. Na hun doorbraaksingle "Daddy Cool" werd "Sunny" de tweede grote hit voor de band. De plaat behaalde de nummer-1 positie in België (Vlaanderen), West-Duitsland, Frankrijk, Nederland (Alarmschijf), Oostenrijk en Zuid-Korea. Ook in veel andere Europese en Aziatische landen werd het een hit. In de op Hemelvaartsdag 27 mei 1976 gestarte Europese hitlijst op Hilversum 3, de TROS Europarade, werd de 2e positie behaald.
In België bereikte de plaat de nummer 1 positie in zowel de voorloper van de Vlaamse Ultratop 50 als de Vlaamse Radio 2 Top 30. In Wallonië werd géén notering behaald.
De Boney M.-versie is meermaals opnieuw gemixt en uitgebracht, onder andere in 1988, 1999 en 2015. De versie uit 1999 wist de tachtigste positie in de Zwitserse hitlijst te halen.
De sound van de Boney M. versie werd op zijn beurt gebruikt in 2003 door Mark Ronson voor de single Ooh wee, en een samenwerking betrof met de artiesten Nate Dogg, Ghostface Killah en Peter Pussykin.

### Hitnoteringen

#### Nederlandse Top 40
Veronica Alarmschijf Hilversum 3 24-12-1976
| Hitnotering: 01-01-1977 t/m 12-03-1977 | Hitnotering: 01-01-1977 t/m 12-03-1977 | Hitnotering: 01-01-1977 t/m 12-03-1977 | Hitnotering: 01-01-1977 t/m 12-03-1977 | Hitnotering: 01-01-1977 t/m 12-03-1977 | Hitnotering: 01-01-1977 t/m 12-03-1977 | Hitnotering: 01-01-1977 t/m 12-03-1977 | Hitnotering: 01-01-1977 t/m 12-03-1977 | Hitnotering: 01-01-1977 t/m 12-03-1977 | Hitnotering: 01-01-1977 t/m 12-03-1977 | Hitnotering: 01-01-1977 t/m 12-03-1977 | Hitnotering: 01-01-1977 t/m 12-03-1977 | Hitnotering: 01-01-1977 t/m 12-03-1977 |
| Week                                   | 1                                      | 2                                      | 3                                      | 4                                      | 5                                      | 6                                      | 7                                      | 8                                      | 9                                      | 10                                     | 11                                     |                                        |
| -------------------------------------- | -------------------------------------- | -------------------------------------- | -------------------------------------- | -------------------------------------- | -------------------------------------- | -------------------------------------- | -------------------------------------- | -------------------------------------- | -------------------------------------- | -------------------------------------- | -------------------------------------- | -------------------------------------- |
| Nummer                                 | 18                                     | 10                                     | 5                                      | 4                                      | 1                                      | 2                                      | 3                                      | 11                                     | 17                                     | 30                                     | 39                                     | uit                                    |

#### Nationale Hitparade
| Hitnotering: 01-01-1977 t/m 26-02-1977 | Hitnotering: 01-01-1977 t/m 26-02-1977 | Hitnotering: 01-01-1977 t/m 26-02-1977 | Hitnotering: 01-01-1977 t/m 26-02-1977 | Hitnotering: 01-01-1977 t/m 26-02-1977 | Hitnotering: 01-01-1977 t/m 26-02-1977 | Hitnotering: 01-01-1977 t/m 26-02-1977 | Hitnotering: 01-01-1977 t/m 26-02-1977 | Hitnotering: 01-01-1977 t/m 26-02-1977 | Hitnotering: 01-01-1977 t/m 26-02-1977 | Hitnotering: 01-01-1977 t/m 26-02-1977 |
| Week                                   | 1                                      | 2                                      | 3                                      | 4                                      | 5                                      | 6                                      | 7                                      | 8                                      | 9                                      |                                        |
| -------------------------------------- | -------------------------------------- | -------------------------------------- | -------------------------------------- | -------------------------------------- | -------------------------------------- | -------------------------------------- | -------------------------------------- | -------------------------------------- | -------------------------------------- | -------------------------------------- |
| Nummer                                 | 17                                     | 9                                      | 4                                      | 2                                      | 1                                      | 1                                      | 3                                      | 8                                      | 21                                     | uit                                    |

#### TROS Europarade
Hitnotering: 23-12-1976 t/m 10-03-1977. Hoogste notering: #2 (1 week).

#### NPO Radio 2 Top 2000
| Nummer met noteringen in de NPO Radio 2 Top 2000 | '99  | '00  | '01  | '02  | '03  | '04  |
| ------------------------------------------------ | ---- | ---- | ---- | ---- | ---- | ---- |
| Sunny (Boney M.)                                 | 1236 | 1293 | 1156 | 1784 | 1848 | 1977 |

1. ↑  Een vetgedrukt getal geeft de hoogste notering aan.
2. ↑  Deze tabel is bijgewerkt tot en met de meest recente editie (2024).

## Andere coverversies
Het nummer is verder opgenomen door onder andere:
- De Britse zanger Georgie Fame, 1966
- Andy Williams, voor zijn album Born Free uit 1967
- Stevie Wonder, voor zijn album For Once In My Life uit 1968
- Classics IV, voor hun album Traces uit 1969
- Christophe Willem, in 2006 wat een grote hit werd in Franstalige landen.